# Edward C. Prescott
Edward Christian Prescott (født 26. december 1940, død 6. november 2022) var en amerikansk økonom, der i 2004 modtog Nobelprisen i økonomi sammen med Finn E. Kydland "for deres bidrag til dynamisk makroøkonomi: tidskonsistensen i økonomisk politik og drivkræfterne bag konjunkturcykler." Prescott var makroøkonom og regnes sammen med andre amerikanere som Robert Lucas og Robert Barro blandt de førende nyklassiske økonomer.

## Baggrund
Prescott blev født i den lille by Glens Falls i staten New York. Han fik sin Ph.D.-grad fra Carnegie Mellon University, hvor han også har været ansat i perioden 1971-80. Derudover har han bl.a. været ansat og undervist ved University of Pennsylvania og University of Minnesota. Siden 1981 har han desuden været rådgiver ved den amerikanske centralbank Federal Reserves afdeling i Minneapolis.

## Forskning
I 1977 offentliggjorde Prescott sammen med Finn Kydland den indflydelsesrige artikel "Rules Rather Than Discretion: The Inconsistency of Optimal Plans", hvor de gjorde opmærksom på tidsinkonsistens-problemer i den økonomiske politik og foreslog, at politikere og centralbanker skulle begrænse sig til at følge klare regler for at komme ud over dette problem. 
I en anden artikel fra 1982, "Time to Build and Aggregate Fluctuations", argumenterede Prescott og Kydland for at udbudsstød, som skyldtes ændringer og forbedringer i produktionsteknologien, kunne forklare ikke alene den langsigtede vækst i levestandard og dermed den økonomiske vækst på lang sigt, men også en stor del af de konjunkturudsving, som løbende rammer det økonomiske kredsløb. Denne artikel blev banebrydende inden for den nyklassiske såkaldte real business cycle-litteratur.
Prescott er desuden kendt som en af de to navngivere bag det såkaldte Hodrick-Prescott-filter, en metode til at dekomponere makroøkonomiske data i kortsigtede konjunkturbevægelser og mere langsigtede trends. Metoden blev populær i 1990'erne, ikke mindst inden for real business cycle-litteraturen.